# Takayus latifolius
Takayus latifolius är en spindelart som först beskrevs av Takeo Yaginuma 1960.  Takayus latifolius ingår i släktet Takayus och familjen klotspindlar. Inga underarter finns listade i Catalogue of Life.